# Franz Schleusener
Franz Karl Rudolf Schleusener (* 28. Dezember 1876 in Sellnow, Landkreis Arnswalde, Preußen; † um 3. April 1950 in Potsdam) war ein deutscher Politiker (DDP, CDU).

## Leben
Schleusener wurde als Sohn eines Gutsbesitzers geboren. Nach dem Studium der Rechtswissenschaften war er ab 1900 zunächst Referendar beim Oberlandesgericht Stettin, ab 1904 Gerichtsassessor beim Landgericht Stettin und dann Rechtsanwalt. Am 1. Januar 1908 trat er in die Kommunalverwaltung der Stadt Stettin ein. Zwischenzeitlich als Zweiter Bürgermeister in Lissa tätig, wurde er 1911 Stadtrat (Dezernent) in Stettin.
Am 12. Juni 1914 wählten ihn 75 % der Stadtverordneten aus 69 Bewerbungen für eine Amtszeit von 12 Jahren zum Ersten Bürgermeister der Stadt Brandenburg (Havel); zum Oberbürgermeister wurde er 1915 vom Kaiser ernannt. Noch 1914 durch königlichen Erlass Mitglied des Herrenhauses im Preußischen Landtag geworden, wurde er außerdem 1916 in den Brandenburgischen Provinziallandtag gewählt.
Kurz nach seinem Amtsantritt am 2. August 1914 begann der Erste Weltkrieg. In dieser Zeit musste Schleusener um die Sicherheit der Lebensmittelversorgung kämpfen, was er auch durch zentralen Aufkauf von Kartoffeln und deren Verkauf zu festen Preisen zu sichern versuchte. Die Verhältnisse in der Stadt in den Kriegsjahren dokumentierte er durch jährlich veröffentlichte Übersichten über die Arbeit der Stadtverwaltung Brandenburg (Havel). Seine anfängliche Kriegsbegeisterung wich seit Mitte 1917 der Erkenntnis von Zeichen der Erschöpfung des Landes. Obwohl er politische Umwälzungen als unverantwortlich ablehnte, blieb er während der Novemberrevolution 1918 aus Verantwortung für Sicherheit und Ordnung auf seinem Posten und ließ ihn auch zu gemeinsamem Handeln mit den Sozialdemokraten finden.
1920 wurde Franz Schleusener als Regierungspräsident für den Regierungsbezirk Potsdam in den Staatsdienst berufen. Ab 1924 war er Staatssekretär im preußischen Finanzministerium, dem er vom 21. Juli bis 29. Oktober als Reichskommissar der ersten eingesetzten Regierung des Franz von Papen geschäftsführend vorstand. 1933 enthoben ihn die Nationalsozialisten aller Ämter. In dieser Zeit bis 1933 war er Mitglied der Deutschen Demokratischen Partei. Ab 1933 arbeitete er als Rechtsanwalt und Notar in Berlin.
Nach dem Zweiten Weltkrieg beteiligte sich Schleusener am Aufbau der Verwaltung. Am 1. Oktober 1945 wurde er als 4. Vizepräsident der Provinzialverwaltung von Brandenburg Nachfolger von Georg Remak, des einzigen Vertreters der bürgerlichen Parteien in der Verwaltungsspitze, und erhielt das Ressort Finanzen und Gesundheit. Ende November 1945 trat er auch in die Brandenburger CDU ein, für die er nach der Wahl am 15. September 1946 als Fraktionsvorsitzender in der Stadtverordnetenversammlung in Potsdam saß. In dieser Position führte er zusammen mit Erwin Köhler für die CDU zusammen mit der LDP die Verhandlungen mit der SED um die Wahl des Potsdamer Oberbürgermeisters und Magistrats. Da er, wie schon in Brandenburg (Havel), mit seiner liberal-demokratischen Gesinnung radikale Bestrebungen ablehnte, unterschrieb er erst nach längeren Auseinandersetzungen die Verordnung über die Bodenreform und stieg wegen weiter bestehenden politischen Differenzen Ende 1946 aus der Landesverwaltung aus und war in der Folge wieder als Rechtsanwalt und Notar in Potsdam tätig. Sein am 20. Oktober 1946 errungenes Landtagsmandat behielt er und war dort Vorsitzender des Rechts- und Verfassungsausschusses.
Da die CDU die Aufstellung einer Einheitsliste zu den Wahlen zum 3. Deutschen Volkskongreß im Mai 1949 ablehnte, erhöhte die SED ihre Angriffe auf CDU-Funktionäre. Am 29. März 1950 wurde Franz Schleusener von der NKWD und der Abteilung K5 verhaftet und im Potsdamer Polizeigefängnis inhaftiert. Er starb an den Folgen der Misshandlungen in der Haft und bei Vernehmungen; nach außen hin wurde behauptet, er habe Selbstmord begangen.
In Brandenburg an der Havel ist seit Anfang der 1990er Jahre eine Straße im Stadtteil Hohenstücken nach ihm benannt.